# Saison 4 de Leverage
Chronologie
Saison 3 Saison 5
Cet article présente les dix-huit épisodes de la quatrième saison de la série télévisée américaine Leverage.

## Généralités
Les dix premiers épisodes ont été diffusés durant l'été et les huit derniers après la pause hivernale.
La quatrième saison est définie par Dean Devlin comme la « saison des conséquences ».

## Synopsis
Nathan Ford alias « Nate » a une vie bien tranquille et rangée jusqu'au jour où un grave incident va le bousculer dans sa vie privée et va lui donner envie de changer les injustices. Il va tout d'abord commencer par monter une équipe de voleurs et hackers de haute-volée. Ensuite, comme des Robin des Bois des temps modernes, ils vont allier leurs forces pour combattre ces injustices et dépouiller les personnes les plus crapuleuses, riches et influentes qui utilisent leur pouvoir et leurs biens pour abuser des autres.

## Distribution

### Acteurs principaux
- Timothy Hutton (VF : Jean-François Aupied) : Nathan « Nate » Ford, ancien enquêteur pour les fraudes à l'assurance, il est la tête pensante de l'équipe.
- Gina Bellman (VF : Laurence Charpentier) : Sophie Devereaux, spécialiste de l'arnaque.
- Christian Kane (VF : Loïc Houdré) : Eliot Spencer, expert en arts martiaux, il préfère ne pas utiliser d'armes à feu.
- Beth Riesgraf (VF : Nathalie Schmidt) : Parker. Elle n'a pas de prénom. C'est une voleuse de haute-volée et une spécialiste de l'infiltration.
- Aldis Hodge (VF : Fabien Jacquelin) : Alec Hardison, le hacker et spécialiste de l'informatique.

### Acteurs récurrents
- Mark Sheppard (VF : Emmanuel Gradi) : James Sterling
- Jeri Ryan (VF : Brigitte Berges) : Tara Cole
- Leon Rippy (VF : Olivier Hémon) : Jack Latimer
- Lisa Schurga (VF : Patricia Legrand) : Peggy Milbank
- Gerald Downey : l'agent Mc Sweeten
- Danny Bruno : l'agent Bob
- Robert Blanche (en) (VF : Fabrice Lelyon) : le lieutenant Patrick Bonnano de la police d'état du Massachusetts
- Tom Skerritt (VF : Michel Ruhl) : Jimmy Ford (récurrent par sa présence sur plusieurs saisons)

### Invités
- Cameron Daddo (VF : Pascal Germain) : John Drexel (épisode 1)
- Haley Talbot : Karen Scott (épisode 1)
- Alan Ariano : Hiro Miyashta (épisode 1)
- William Russ (VF : Jacques Bouanich) : Morris Beck (épisode 2)
- Doug Brooks (VF : Éric Marchal) : Tom Case (épisode 2)
- Steven Flynn : l'inspecteur Ray Hammett (épisode 2)
- Johanna Braddy (VF : Virginie Kartner) : Hayley (épisode 2)
- Randy Schulman : Marco Capriotti (épisode 2)
- Sam Wilson : Potter (épisode 2)
- Michael Gladis (VF : Laurent Maurel) : Reed Rockwell, consultant politique (épisode 3)
- Danny Glover (VF : Benoît Allemane) : Charles « Charlie » Lawson, vétéran de l'armée américaine (épisode 4)
- Brett Rice : Alfred Ross (épisode 4)
- Samuel Dinkowitz (VF : Sylvain Agaësse) : Frank (épisode 4)
- Mitch Pileggi : Colin Saunders (épisode 5)
- Bhama Roget (VF : Josy Bernard) : Jana West (épisode 5)
- Katy Beckemeyer (VF : Flora Kaprielian) : Emily Margold (épisode 5)
- Erik Jensen (VF : Xavier Béja) : John Connell (épisode 6)
- Lea Zawada (VF : Claire Baradat) : Molly Connell (épisode 6)
- Anna Lieberman : Daria (épisode 6)
- Anne-Marie Johnson (VF : Martine Irzenski) : Darlene Wickett (épisode 7)
- James Martinez (VF : Éric Aubrahn) : Javier (épisode 7)
- Harold Warren Jr. (VF : Raphaël Cohen) : Emery Wickett (épisode 7)
- Nicole Santora : Ann Newton (épisode 7)
- Vin Shambry : Roger Newton (épisode 7)
- Marco Morales (VF : Laurent Morteau) : Eduardo (épisode 7)
- David Rees Snell (VF : Philippe Valmont) : Greg Sherman (épisode 8)
- Scott Engdahl (VF : Jérôme Wiggins) : Nutter (épisode 8)
- Rebecca Lingafelter (VF : Chantal Baroin) : Sheila Emmers (épisode 8)
- Jeanette McMahon (VF : Isabelle Leprince) : Laverne Webber (épisode 8)
- Dave Anderson (VF : Jérôme Wiggins) : le maître de cérémonie (épisode 8)
- Tina Holmes : Linda (épisode 9)
- Madeleine Young : Tanya Johnson (épisode 9)
- James Tolkan : Dean Chesny (épisode 9)
- Rick Walters : Woods (épisode 9)
- Rodney Sherwood (VF : Jérôme Wiggins) : l'homme d'affaires odieux (épisode 9)
- Richard Ziman (VF : Achille Orsoni) : le capitaine de la Tower (épisode 9)
- Jonathan Wheatfall (VF : Raphaël Cohen) : le serveur du Crab-a-Rama (épisode 9)
- Tom Amandes : Livingston (épisode 10)
- Ayla Kell : Olivia Livingston (épisode 10)
- Matthew DiBiasio (VF : Laurent Morteau) : Zangrief (épisode 10)
- Laura Duyn (VF : Chantal Baroin) : l'arbitre (épisode 10)
- Jonathan Keltz : Travis Zilgram (épisode 11)
- Andy McCone (VF : Michel Voletti) : M. Conrad (épisode 11)
- Ebbe Roe Smith (VF : Gabriel Le Doze) : Mac (épisode 11)
- Jaime Langton (VF : Patricia Legrand) : Justine Yang (épisode 11)
- Meredith Adelaide (VF : Lydia Cherton) : Rachel Schaevel (épisode 11)
- ? (VF : Mark Lesser) : l'employé du sous-sol (épisode 11)
- Stoney Westmoreland (VF : Philippe Catoire) : le pro de l'interrogatoire (épisode 11)
- Josh Randall (VF : Éric Marchal) : Fred Bartley (épisode 12)
- Gene Freedman (VF : Michel Voletti) : Hal (épisode 12)
- Blake Lindsley : Felicia Van Buren (épisode 12)
- Peter Stormare (VF : Gabriel Le Doze) : Gunter Hanzig (épisode 12)
- Kevin Warren (VF : Philippe Catoire) : Stocky Doug (épisode 12)
- Wil Traval (VF : Fabrice Fara) : Craig Mattingly (épisode 13)
- Roberto 'Sanz' Sanchez (VF : Frédéric Souterelle) : Octavio Escobar (épisode 13)
- Joe Von Appen (VF : Mark Lesser) : le serveur (épisode 14)
- Lisa Schurga (VF : Patricia Legrand) : Peggy (épisodes 13 et 14)
- Sean Faris : Shelley (épisodes 13 et 14)
- Drew Powell (VF : Frédéric Souterelle) : Jack Hurley (épisodes 13 et 14)
- Sofia Pernas : sœur Lupe (épisode 14)
- Brandon Petty (VF : Mark Lesser) : Liam (épisode 14)
- Paul Glazier : Connor (épisode 14)
- Russell Hodgkinson (VF : Michel Voletti) : Callaghan (épisode 14)
- Tiago Roberts (VF : Éric Marchal) : Aaron Cortez (épisode 14)
- Emma Caulfield (VF : Marine Boiron) : Meredith (épisode 15)
- Cas Anvar : Oscar San Guillermo (épisode 15)
- David Ogden Stiers : Walt Whitman Wellesley IV (épisode 15)
- Bonnie Auguston (VF : Isabelle Leprince) : Chantale (épisode 15)
- Todd Stashwick (VF : Laurent Morteau) : Tommy Madsen (épisode 16)
- Sasha Barrese : Barbara Madsen (épisode 16)
- Jennifer Lanier (VF : Isabelle Leprince) : l'agent spécial Elaine Delacourt (épisode 17)
- Michael Paré (VF : Éric Aubrahn) : l'agent spécial du FBI Dennis Powell (épisode 17)
- Kyle Vahan (VF : Nicolas Beaucaire) : un civil (épisode 17)
- Saul Rubinek (VF : Jean-Claude Sachot) : Victor Dubenich (épisodes 17 et 18)
- Richard Chamberlain (VF : Pierre Dourlens) : Archie Leach (épisode 18)
- Wil Wheaton (VF : Geoffrey Vigier) : Colin « Chaos » Mason (épisode 18)
- Clayne Crawford (VF : Nicolas Beaucaire) : Quinn (épisode 18)
- Kari Matchett (VF : Juliette Degenne) : Maggie Collins (épisode 18)
- Robert McKeehen : Head Thug (épisodes 17 et 18)

## Production

### Développement
Le 30 juillet 2010, bénéficiant d'audiences à la hausse, la série a été renouvelée pour une quatrième saison initialement prévue pour 15 épisodes.
Puis, le 9 juin 2011, lors d'une interview, l'acteur Aldis Hodge (qui interprète Alec Hardison), a déclaré que cette quatrième saison sera finalement composée de 18 épisodes.

### Casting
En novembre 2011, plusieurs acteurs et actrices sont annoncés lors de la quatrième saison comme récurrents ou invités.

## Résumé de la saison
L'équipe affronte un homme d'affaires mystérieux, M. Latimer, bien décidé à détourner pour son seul profit les arnaques montées par l'équipe. Des arnaques qui vont les emmener tour à tour sur un sommet d'Alaska, à côtoyer un vétéran de la Seconde Guerre Mondiale, à pénétrer dans le milieu de l'agriculture, de la haute technologie ou des sociétés secrètes universitaires. Plusieurs anciens amis ou ennemis des missions précédentes feront leur retour comme Tara Cole, Peggy Milbank, Jack Hurley ainsi que le rival et ennemi de Nathan, James Sterling.

## Liste des épisodes

### Épisode 1:Le Coup du camp de base
- États-Unis : 26 juin 2011 sur TNT
- France : 18 avril 2012 sur TPS Star
- Québec : 23 mai 2013 sur AddikTV

- États-Unis : 3,42 millions de téléspectateurs[5] (première diffusion)

- Cameron Daddo (John Drexel)
- Haley Talbot (Karen Scott)

### Épisode 2:Le Coup du polar
- États-Unis : 3 juillet 2011 sur TNT
- France : 18 avril 2012 sur TPS Star
- Québec : 23 mai 2013 sur AddikTV

- États-Unis : 2,46 millions de téléspectateurs[7] (première diffusion)

- William Russ (Morris Beck)
- Steven Flynn (Detective Ray Hammett)

Chaque membre de l'équipe est déguisé en personnages réels ou de fiction issus de l'univers des séries ou romans policiers. Ainsi Nathan porte le déguisement de l'enquêteur Ellery Queen, héros d'une série policière des années 1970 joué par le propre père de Timothy Hutton, Jim Hutton. Parker et Hardison reprennent les costumes de Nancy Drew et de l'un des Hardy Boys qui font tous les deux partis de l'univers des livres policiers pour la jeunesse. Sophie porte le déguisement d'Irene Adler l'une des partenaires de Sherlock Holmes au cours de ses enquêtes. Enfin, Eliot représente un personnage réel. il s'agit de Charlie Siringo, compagnon de Wyatt Earp avec lequel il pourchassa Butch Cassidy et mort en 1928 en Californie. L'équipe n'est pas la seule à porter des déguisements reprenant de célèbres détectives. Il y a aussi des participants déguisés comme Starsky et Hutch, Mannix, Magnum, Crocket et Tubbs de Deux flics à Miami, Dick Tracy, Hercule Poirot, Sherlock Holmes, Jacques Clouseau…

### Épisode 3:Le Coup des paillettes
- États-Unis : 10 juillet 2011 sur TNT
- France : 25 avril 2012 sur TPS Star
- Québec : 30 mai 2013 sur AddikTV

- États-Unis : 3,24 millions de téléspectateurs[8] (première diffusion)

- Michael Gladis (Reed Rockwell)

### Épisode 4:Le Coup de Van Gogh
- États-Unis : 17 juillet 2011 sur TNT
- France : 25 avril 2012 sur TPS Star
- Québec : 30 mai 2013 sur AddikTV

- États-Unis : 4,06 millions de téléspectateurs[9] (première diffusion)

- Danny Glover (Charles « Charlie » Lawson)

### Épisode 5:Le Coup de la patate chaude
- États-Unis : 24 juillet 2011 sur TNT
- France : sur Direct Star
- Québec : 6 juin 2013 sur AddikTV

- États-Unis : 3,25 millions de téléspectateurs[10] (première diffusion)

- Mitch Pileggi (Colin Saunders)

### Épisode 6:Le Coup de la fête foraine
- États-Unis : 31 juillet 2011 sur TNT
- Québec : 6 juin 2013 sur AddikTV

- États-Unis : 3,38 millions de téléspectateurs[11] (première diffusion)

- Urijah Faber (Roper)
- Erik Jensen (John Connell)
- Lea Zawada (Molly Connell)

### Épisode 7:Le Coup du cercueil
- États-Unis : 14 août 2011 sur TNT
- Québec : 13 juin 2013 sur AddikTV

- États-Unis : 3,36 millions de téléspectateurs[12] (première diffusion)

- Anne-Marie Johnson (Darlène Wickett)

### Épisode 8:Le Coup du chocolat
- États-Unis : 14 août 2011 sur TNT
- Québec : 13 juin 2013 sur AddikTV

- États-Unis : 3,29 millions de téléspectateurs[12] (première diffusion)

- Gerald Downey (agent McSweeten)
- Leon Rippy (Jack Latimer)

### Épisode 9:Le Coup du cœur volé
- États-Unis : 21 août 2011 sur TNT
- Québec : 20 juin 2013 sur AddikTV

- États-Unis : 3,03 millions de téléspectateurs[13] (première diffusion)

- James Tolkan (Dean Chesny)
- Tina Holmes (Linda)
- Karen Tucker (Rachel)
- Madeleine Young (Tanya)

### Épisode 10:Le Coup des échecs
- États-Unis : 28 août 2011 sur TNT
- Québec : 20 juin 2013 sur AddikTV

- États-Unis : 3,22 millions de téléspectateurs[14] (première diffusion)

- Tom Amandes (Robert Livingston)
- Mark Sheppard (James Sterling)
- Ayla Kell (Olivia Livingston)

### Épisode 11:Le Coup de la fraternité
- États-Unis : 27 novembre 2011 sur TNT[15]
- Québec : 27 juin 2013 sur AddikTV

- États-Unis : 2,1 millions de téléspectateurs[16] (première diffusion)

- Jonathan Keltz (Travis Zilgram)
- Meredith Adelaide (Rachel Schaevel)
- Andy McCone (Mr. Conrad)

### Épisode 12:Le Coup du bureau
- États-Unis : 4 décembre 2011 sur TNT
- Québec : 27 juin 2013 sur AddikTV

- États-Unis : 1,83 million de téléspectateurs[17] (première diffusion)

- Gene Freedman (Hal)
- Blake Lindsley (Felicia Van Buren)
- Peter Stormare (Gunter Hanzig)
- Josh Randall (Fred Bartley)

### Épisode 13:Le Coup des filles
- États-Unis : 11 décembre 2011 sur TNT
- Québec : 4 juillet 2013 sur AddikTV

- États-Unis : 1,83 million de téléspectateurs[18] (première diffusion)

- Lisa Schurga (Peggy)

### Épisode 14:Le Coup des garçons
- États-Unis : 18 décembre 2011 sur TNT
- Québec : 4 juillet 2013 sur AddikTV

- États-Unis : 2,11 millions de téléspectateurs[19] (première diffusion)

- Drew Powell (Jack Hurley)
- Sofia Pernas (sœur Lupe)
- Sean Faris (Shelley)

### Épisode 15:Le Coup de l'amour courtois
- États-Unis : 25 décembre 2011 sur TNT
- Québec : 11 juillet 2013 sur AddikTV

- États-Unis : 1,99 million de téléspectateurs[20] (première diffusion)

- Emma Caulfield (Meredith)
- David Ogden Stiers (Walt Whitman Wellesley IV)
- Marissa Neitling (Christina Valada / Lacey Beaumont)
- Bonnie Auguston (Chantale)
- Diana Huey (Bree)

### Épisode 16:Le Coup de l'or
- États-Unis : 1er janvier 2012 sur TNT
- Québec : 11 juillet 2013 sur AddikTV

- États-Unis : 2,27 millions de téléspectateurs[21] (première diffusion)

- Sasha Barrese (Barbara Madsen)
- Tom Skerritt (Jimmy Ford)
- Todd Stashwick (Tommy Madsen)

### Épisode 17:Le Coup de la radio
- États-Unis : 8 janvier 2012 sur TNT
- Québec : 18 juillet 2013 sur AddikTV

- États-Unis : 2,32 millions de téléspectateurs[22] (première diffusion)

- Tom Skerritt (Jimmy Ford)
- Saul Rubinek (Victor Dubenich)

### Épisode 18:Le Coup du barrage
- États-Unis : 15 janvier 2012 sur TNT
- Québec : 18 juillet 2013 sur AddikTV

- États-Unis : 2,55 millions de téléspectateurs[23] (première diffusion)

- Richard Chamberlain (Archie Leach)
- Saul Rubinek (Victor Dubenich)
- Wil Wheaton (Colin « Chaos » Mason)
- Clayne Crawford (Quinn)
- Kari Matchett (Maggie Collins)